# Организация Варшавского договора
Варша́вский догово́р или Варша́вский пакт (Договор о дружбе, сотрудничестве и взаимной помощи) от 14 мая 1955 года до 1 июля 1991 года — документ, оформивший создание военного союза европейских социалистических государств при ведущей роли СССР — Организа́ции Варша́вского догово́ра (ОВД) — и закрепивший биполярность мира на 36 лет. Заключение договора явилось ответной мерой на отказ Советскому Союзу и социалистическим странам на вступление в НАТО, а также присоединение к альянсу ФРГ.
Договор подписан Албанией, Болгарией, Венгрией, ГДР, Польшей, Румынией, СССР и Чехословакией 14 мая 1955 года на Варшавском совещании европейских государств по обеспечению мира и безопасности в Европе.
Договор вступил в силу 5 июня 1955 года. 26 апреля 1985 года, ввиду истечения срока действия, был продлён на 20 лет.
Численность Вооружённых сил стран Варшавского договора на 1 июля 1987 года составила 6 435 900 чел.
После смещения в 1989—1990 годах коммунистических режимов в странах Центральной и Восточной Европы существование Организации Варшавского договора как военно-политического альянса стран социализма потеряло смысл. 25 февраля 1991 года государства — участники ОВД упразднили её военные структуры, а 1 июля 1991 года в Праге подписали Протокол о полном прекращении действия Договора.

## Состав
В состав входили восемь социалистических государств:
| Государство                               | Правящая партия                                                                                                | Период участия                 |
| ----------------------------------------- | --- | ------------------------------ |
| Союз Советских Социалистических Республик | Коммунистическая партия Советского Союза (КПСС) (ранее РСДРП, РСДРП(б), РКП(б), ВКП(б)) до 14 марта 1990 года  | 14 мая 1955 — 1 июля 1991      |
| Чехословацкая Социалистическая Республика | Коммунистическая партия Чехословакии чеш. Komunistická strana Československa до 29 ноября 1989 года            | 14 мая 1955 — 1 июля 1991      |
| Народная Республика Болгария              | Болгарская коммунистическая партия болг. Българска комунистическа партия до 11 декабря 1989 года               | 14 мая 1955 — 1 июля 1991      |
| Венгерская Народная Республика            | Венгерская социалистическая рабочая партия венг. Magyar Szocialista Munkáspárt до 7 октября 1989 года          | 14 мая 1955 — 1 июля 1991      |
| Польская Народная Республика              | Польская объединённая рабочая партия пол. Polska Zjednoczona Partia Robotnicza до 4 июня 1989 года             | 14 мая 1955 — 1 июля 1991      |
| Социалистическая Республика Румыния       | Румынская коммунистическая партия рум. Partidul Comunist Român до 22 декабря 1989 года                         | 14 мая 1955 — 1 июля 1991      |
| Германская Демократическая Республика     | Социалистическая единая партия Германии нем. Sozialistische Einheitspartei Deutschlands до 1 декабря 1989 года | 14 мая 1955 — 24 сентября 1990 |
| Народная Республика Албания               | Албанская партия труда алб. Partia e Punës e Shqipërisë до 11 декабря 1990 года                                | 14 мая 1955 — 13 сентября 1968 |
| 1. 2. 3. 4. 5.                            | |                                |
| 1. 2. 3.                                  | |                                |

## Условия договора
Договор состоял из преамбулы и 12 статей. В соответствии с его условиями и Уставом ООН государства — участники Варшавского договора обязывались воздерживаться в своих международных отношениях от угрозы силой или её применения, а в случае вооружённого нападения на кого-либо из них — оказать подвергшимся нападению государствам немедленную помощь всеми средствами, какие представятся им необходимыми, включая применение вооружённых сил.

## Руководящие органы
- Политический консультативный комитет (ПКК) — высший коллективный орган организации. Создан для проведения консультаций и рассмотрения вопросов, возникающих в связи с осуществлением Варшавского договора.
- Объединённое командование вооружёнными силами (ОКВС) — для обеспечения взаимодействия вооружённых сил и укрепления обороноспособности стран — участниц Варшавского договора.
- Штаб (штаб-квартира) организации располагалась в Москве. 3 октября 1972 года в западной печати была впервые опубликована информация, о том, что советское руководство организовало строительство комплекса укреплённых подземных сооружений подо Львовом с системой коммуникаций. Эта мера приближала органы управления организацией к границам ПНР, ЧССР, ВНР и СРР, что в перспективе должно было ускорить прибытие туда и возвращение обратно иностранных офицеров вооружённых сил указанных стран-союзников[20]. В марте 1973 года информация о переносе штаба организации из Москвы во Львов была подтверждена в иностранной прессе. В черте указанного города и в пригородах были построены подземные бетонные бункеры, устойчивые к ядерному взрыву, где должны были разместиться органы управления войсками ОВД. По оценке военных обозревателей ФРГ, эта мера была направлена на сокращение протяжённости наземных проводных линий коммуникаций, более оперативного реагирования на возникающие ситуации и отдачи боевых распоряжений войскам, дислоцированным в Центральной Европе в случае разного рода военных инцидентов или внутренних гражданских волнений. Львов представлял собой важный транспортный узел с развитой железнодорожной инфраструктурой и автодорожной сетью (через него и близлежащие города пролегали крупнейшие магистрали, связывавшие европейскую часть СССР с восточноевропейскими странами)[21]. Впоследствии, решение было пересмотрено, а во Львове периодически проводились встречи высшего командного состава организации (например, 26—29 октября 1985 — состоялось заседание Военного совета Объединённых вооружённых сил государств — участников Варшавского Договора).

## Военные руководители ОВД

### Главнокомандующие Объединёнными вооружёнными силами стран — участниц Варшавского договора
- 1955—1960 — И. С. Конев — Маршал Советского Союза;
- 1960—1967 — А. А. Гречко — Маршал Советского Союза;
- 1967—1976 — И. И. Якубовский — Маршал Советского Союза;
- 1977—1989 — В. Г. Куликов — Маршал Советского Союза;
- 1989—1991 — П. Г. Лушев — генерал армии.

### Начальники штаба Объединённых вооружённых сил стран — участниц Варшавского договора
- 1955—1962 — А. И. Антонов — генерал армии;
- 1962—1965 — П. И. Батов — генерал армии;
- 1965—1968 — М. И. Казаков — генерал армии;
- 1968—1976 — С. М. Штеменко — генерал армии;
- 1976—1988 — А. И. Грибков — генерал армии;
- 1989—1991 — В. Н. Лобов — генерал армии.

## Деятельность

### Военные операции
Август 1968 года — ввод войск в ЧССР (подавление Пражской весны). 

### Декларации
На Пражском (1956) заседании участники выступили с предложением заменить существующие военные группировки системой коллективной безопасности, а также зон ограничения и контроля над вооружениями.
На Московском заседании ПКК (1958) была принята Декларация, в которой предлагалось заключить пакт о ненападении между государствами — участниками Варшавского договора и членами НАТО.
В принятой на заседании ПКК в Москве (1960) Декларации союзные государства одобрили решение Советского правительства в одностороннем порядке отказаться от ядерных испытаний при условии, что западные державы также не возобновят ядерных взрывов, и призвали создать благоприятные условия для завершения выработки договора о прекращении испытаний ядерного оружия.
На Варшавском совещании ПКК (1965) обсуждалось положение, сложившееся в связи с планами создания многосторонних ядерных сил НАТО, а также рассмотрены защитные меры на случай осуществления этих планов.
На Бухарестском совещании (1966) предлагалось создать общеевропейское совещание и закрыть доступ ФРГ к ядерному оружию, признание реально существующих границ.
Будапештское совещание ПКК (17 марта 1969) — принята Декларации об укреплении мира и безопасности в Европе. Будапештское совещание ПКК, наряду с рассмотрением вопросов по укреплению и совершенствованию военной организации Варшавского договора, уделило большое внимание вопросам европейской безопасности и приняло Обращение ко всем европейским странам относительно подготовки и проведения общеевропейского совещания с целью найти пути и средства, ведущие к ликвидации раскола Европы на военные группировки и осуществлению мирного сотрудничества между европейскими государствами и народами, к созданию прочной системы коллективной безопасности.
С 1973 года в армиях ОВД были утверждены единые стандарты используемых контейнеров и ящиков.

### Учения и манёвры
Проводились совместные командно-штабные и войсковые учения и манёвры. Учения проводились на территории всех входящих в ОВД стран. К числу наиболее крупных относились учения под кодовыми названиями «Квартет» (1963), «Октябрьский штурм» (1965), «Родопы» (1967), «Днепр» (1967), «Север» (1968), «Братство по оружию» (1980), «Запад-81» (1981), «Щит-82» (1982).

### Разведка
Во время действия Варшавского договора между разведками стран-участниц велась постоянная координация, с 1979 года начала действовать глобальная система радиоэлектронной разведки — СОУД, включавшая в себя средства радиоэлектронной и космической разведки СССР, Болгарии, Венгрии, Польши, Чехословакии, ГДР, а также не входивших в Варшавский договор Вьетнама, Монголии и Кубы.

#### Знаки отличия
- Союз мира и социализма
- Братство по оружию, «За дальний поход на ЮГ» (1970 г.)
- Совместные учения ЩИТ-72 (1972 г)
- 25 лет организации Варшавского договора (1980 г.)
- Военно-воздушные силы Варшавского договора
- Совместные учения в Болгарии ЩИТ-82(1982 г.)
- 30 лет организации Варшавского договора (1985 г.)

## После распада
Почти все страны — участницы Варшавского договора впоследствии вступили в НАТО и Европейский союз:
- Румыния (в ЕС и НАТО);
- Болгария (в ЕС и НАТО);
- Польша (в ЕС и НАТО);
- ГДР (в результате объединения с ФРГ) (в ЕС и НАТО);
- Чехия и Словакия (в ЕС и НАТО);
- Венгрия (в ЕС и НАТО);
- Албания (в НАТО, кандидат в члены ЕС);
- часть республик бывшего СССР (Эстония, Латвия, Литва) (в ЕС и НАТО);
- Грузия и Украина имеют статус кандидатов на вступление в НАТО а также в ЕС, активно перенимают опыт этого военного блока в реорганизации своих армий. Многие государства СНГ участвуют в программах НАТО, таких, как Партнёрство во имя мира.

По словам Владимира Путина, Россия в начале 2000-х также предприняла попытку начать переговоры о своём вступлении в НАТО, но получила отказ.